# Ушбулак (Катон-Карагайский район)
Ушбулак (каз. Үшбұлақ, до 2010 г. — Черемошка) — село в Катон-Карагайском районе Восточно-Казахстанской области Казахстана. Входит в состав Коробихинского сельского округа. Код КАТО — 635445400.

## Население
В 1999 году население села составляло 342 человека (189 мужчин и 153 женщины). По данным переписи 2009 года, в селе проживало 214 человек (119 мужчин и 95 женщин).